# 绕溪乡
绕溪乡是中国陕西省安康市紫阳县下辖的一个乡。

## 行政区划
绕溪乡下辖以下行政区：
双柳村、两河村、岩峰村、红庙村、蓼坝村、关庙村